# Samuele Podestà
Samuele Podestà (Sestri Levante, 12 gennaio 1976) è un ex cestista italiano.
Alto 2,04 m giocava come centro. Si è ritirato al termine della stagione 2007-08.
Alla fine della carriera da cestista, si è associato con i Testimoni di Geova. 

## Carriera

### Club
Cresciuto nelle giovanili del Basket Livorno di cui è stato capitano in Legadue ha poi militato nella Pallacanestro Trieste, nella Benetton Treviso e nella Virtus Bologna. Sua ultima squadra la Victoria Libertas Pesaro, nella quale ha militato per tre stagioni centrando due promozioni di fila, prima dalla B d'eccellenza alla Lega2 e, l'anno successivo fino alla serie A.
Ha vinto due campionati di B d'eccellenza (Livorno e Pesaro) e di Lega2 (Virtus Bologna e Pesaro), due campionati juniores (Livorno), è stato MVP dell'All Star Game di B d'eccellenza nel 1996, ha partecipato ad un All Star Game di Serie A e miglior giovane di Lega2 (trofeo Ancilotto) nel 1997, davanti a Manu Ginóbili.

### Nazionale
Ha fatto parte della nazionale maggiore sotto le gestioni di Ettore Messina, Bogdan Tanjević e Carlo Recalcati fino al 2004 dopo aver giocato in tutte le giovanili con cui ha vinto varie medaglie nelle competizioni europee, alle universiadi e ai Giochi del Mediterraneo ed essere stato capitano della Under 22.
Ha vestito la maglia della Nazionale, più che altro nella fasi di preparazione delle manifestazioni internazionali principali, senza mai arrivare a parteciparvi. Ha comunque avuto la soddisfazione di vincere una medaglia.